# パーカー・タイラー
パーカー・タイラー（Harrison Parker Tyler、1904年3月6日 - 1974年6月）はアメリカ合衆国の作家、詩人、映画評論家。ニューオリンズ生まれ。主に『フィルム・カルチャー』誌上などでアンダーグラウンド映画や実験映画の評論を行う著名な人物の一人。1974年、前立腺癌のため死去。
1945年から死去するまでの間、アンダーグラウンド映画制作者のCharles Boultenhouseと同居していた。

## 著作
- Divine Comedy of Pavel Tchelitchew（Weidenfeld & N.、1970年、ISBN 9780297179306）
- Will of Eros（Black Sparrow Press,U.S.、1975年、ISBN 9780876851029）
- Pictorial History of Sex in Films（Citadel Press Inc.,U.S.、1975年、ISBN 9780806504438）
- Hollywood Hallucination（Taylor & Francis、1984年、ISBN 9780824057824）
- Chaplin: Last of the Clowns（Taylor & Francis、1985年、ISBN 9780824057817）
- Magic and Myth of the Movies（Taylor & Francis、1985年、ISBN 9780824057831）
- The Young and Evil（Small Pr Distribution; Reprint、1988年、ISBN 9780914017158）※チャールズ・ヘンリ・フォード（英: Charles Henri Ford）との共著。
- Early Classics of the Foreign Film: A Pictorial Treasury（Citadel Pr; Reprint、1989年、ISBN 9780806511566）
- The Granite Butterfly: A Poem in Nine Cantos（Natl Poetry Foundation、1994年、ISBN 9780943373287）
- Underground Film: A Critical History（Perseus Books; Reprint、1995年、ISBN 9780306806322）
- The Shadow of an Airplane Climbs the Empire State Building: A World Theory of Film. Garden City, NY: Doubleday, 1972.